# 張國瑞
张国瑞（1566年—1641年），字兆圣，直隶永平府乐亭县人，明朝政治人物、進士出身。

## 生平
沉静寡言，家贫好读书，母卧病累年，竭力奉养，与兄弟友爱无间。万历三十四年丙午科顺天府乡试第一百三十四名举人，三十五年（1607年）丁未科進士，年四十二，邑中科里社粟以赠，却弗受。筮仕蒲台令，绝耗羡，去赎绶，政简刑清，吏畏民怀。调汾阳，地为秦蜀孔道，冠盖如织，国瑞多方调剂，民以弗扰。作兴士类，人文蔚起，其治视蒲台有加。入为兵部职方司主事，历车驾司郎中，督十六门，严锁钥，勤稽察，禁旅骄横，国瑞详较尺籍，汰冗兵数千人，无敢譁者。属边圉多警，军书旁午，徵兵筹饷，悉合机宜。九载，枢曹本兵咸倚为重。天启二年，参政山西，转陕西按察使。时藩工鼎建，扩城浚河，诸务烦难，办理裕如。其苏驿传，惩贪墨，抑强豪，尤为秦民所爱戴。晋山西右布政使，逾年改左，调陕西，洁已率属，察吏安民。时前后大吏多阉党，昏庸骄纵，事事龃龉，而侃侃持正，终无以夺。自万历末，天下加赋至千馀万，秦地瘠苦，继以饥荒，民生愈困。值延缓边饷缺额，时有脱巾之虞，国瑞请于上官，先事预防，不听，即引疾去，时崇祯元年冬也。未几而边兵饥民相继倡乱，秦事遂不可问。国瑞归，键户著书，闻中原多事，辄抚髀兴叹，然不复作出山想矣。葛巾野服，时与里中父老扶杖闲行，见者不知其曾为达官也。崇祯十四年，年七十六，崇祀乡贤。

## 家族
曾祖张鉞。祖父张廷璧。父张问道。母何氏。永感下。兄國祥。弟國紀。子张光允，生员，清初官江西都昌知县。